# Nord-Fron
Nord-Fron este o comună din provincia Innlandet, Norvegia.
Are o suprafață de 1.141,33 km². Populația este de 5.589 locuitori, determinată în 1 ianuarie 2023, prin Folkeregisteret[*].